# Fürstenried West
Fürstenried West - stacja końcowa metra w Monachium, na linii U3. Stacja została otwarta 1 czerwca 1991. Stacja znajduje się w dzielnicy Thalkirchen-Obersendling-Forstenried-Fürstenried-Solln.